# Thanh Văn
Thanh Văn là một xã thuộc huyện Thanh Oai, thành phố Hà Nội, Việt Nam.
Xã Thanh Văn có diện tích 6,77 km², dân số năm 1999 là 5.083 người, mật độ dân số đạt 751 người/km². Đây là xã có Dự án đường trục phía nam Hà Nội đi qua.